# Philippe Suchard
Philippe Suchard (Boudry, 9 d'octubre de 1797 - Neuchâtel, 14 de gener de 1884) fou un mestre xocolater i empresari suís.

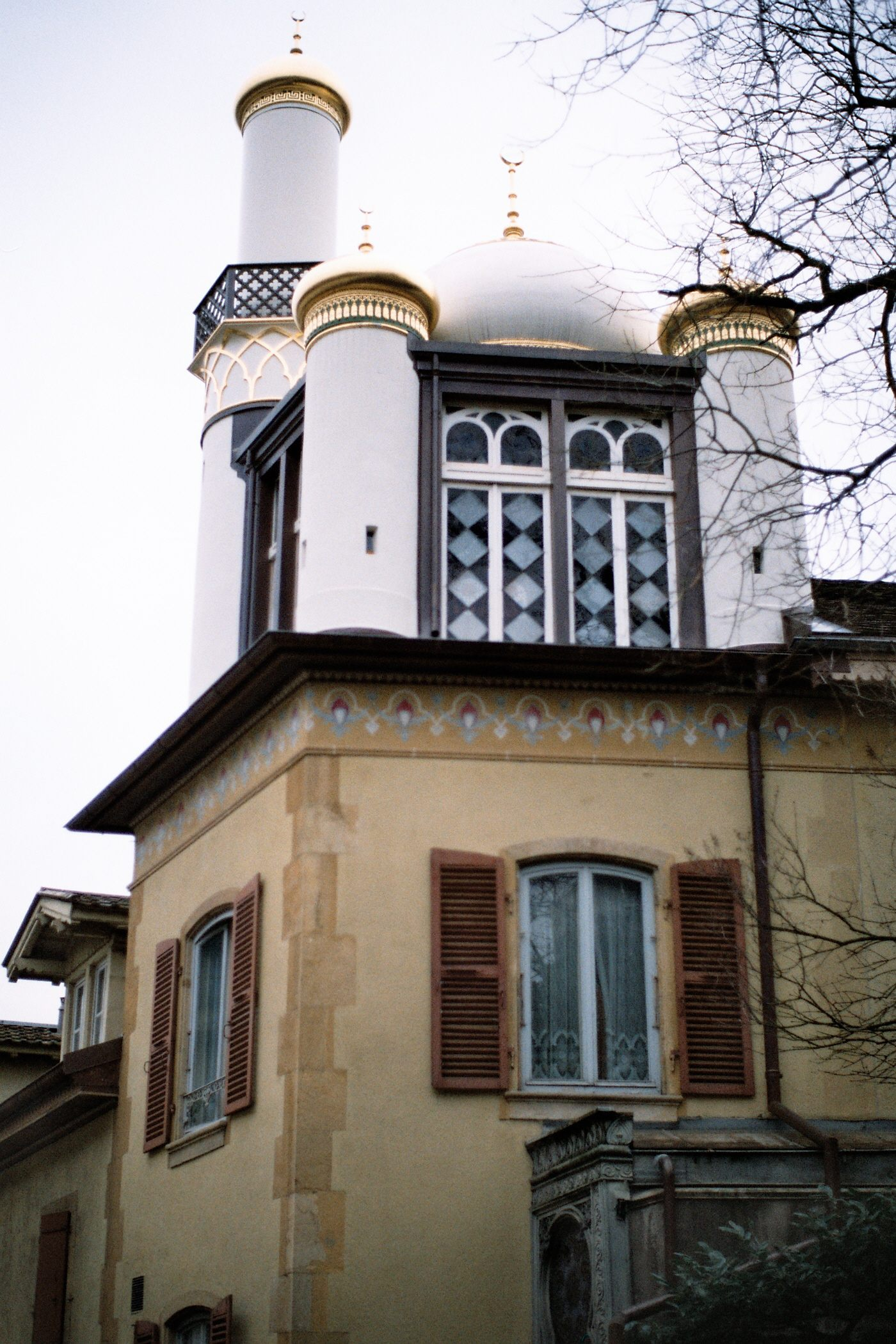
Casa de Suchard a Neuchâtel. Fou construïda el 1865 per l'arquitecte Louis-Daniel Perrier, inspirada d'un viatge a l'Orient Mitjà

## Biografia
Segons les memòries de la seva germana Rosalie, es va adonar de la potencialitat de fabricar xocolata com a indústria de molt jove, quan només tenia uns dotze anys. Per complir el seu somni, sis anys més tard va començar com a aprenent amb el seu germà Frédéric a un Konditorei (pastisseria suïssa) a Berna. El 1824 va abandonar Suïssa per visitar els Estats Units. A finals del mateix any va tornar i va obrir un negoci de pastisseria a Neuchâtel. El 1826, Suchard va obrir la fàbrica de xocolata Suchard a Serrières. Utilitzava energia hidroelèctrica del riu proper per executar els molins a la seva fàbrica de dos homes. Suchard feia servir un molí que consistia en un plat de granit escalfat, i diversos rodets de granit en moviment cap endavant i cap enrere. Aquest disseny encara s'utilitza per moldre pasta de cacau.
La xocolata, llavors, no era un producte barat i assequible per a tothom. Suchard va tenir problemes financers a principis de la seva carrera com a xocolater. L'èxit li va arribar el 1842, amb una ordre major de Frederic Guillem IV, rei de Prússia, que també era el príncep de Neuchâtel. Això va donar lloc a un auge i aviat les seves xocolates van guanyar premis a la Gran Exposició de Londres de 1851 i l'Exposició Universal de París del 1855. Va obrir la seva primera fàbrica a l'estranger el 1880, a Lörrach, Alemanya, convertint-se en el primer a fer-ho. El color porpra inusual dels envasos de xocolata va ser seleccionat per Suchard, que creia que havia de ser únic entre els envasos de xocolata. A finals del segle xix, Suchard s'havia convertit en el major productor de xocolata. Disset anys després de la seva mort el 1884 a Neuchâtel, la seva companyia va produir la famosa xocolata Milka per al mercat suís. Després de la seva mort, la seva filla Eugénie i el seu marit Karl Russ-Suchard, es van fer càrrec del funcionament de la seva fàbrica. Avui en dia la fàbrica forma part de l'empresa multinacional d'alimentació Kraft Food i la producció s'ha traslladat a la fàbrica de Toblerone a Berna.

## Altres interessos
Suchard no fou només un mestre xocolater sinó que també va tenir interès en altres temes. El 1834 va ser capità del primer vaixell de vapor, anomenat Industriel, que navegava el llac de Neuchâtel. També va tractar d'introduir cucs de seda a la cultura suïssa el 1837, però aquests van ser arrasats durant una epidèmia el 1843. El seu interès en la gestió de l'aigua dels rius i el control de les inundacions va causar que el nivell de l'aigua del llac de Neuchâtel baixés. Així doncs, gràcies a això, quan l'aigua va baixar va revelar l'assentament cèltic de La Tène, que data del voltant de 450 aC.